# 圣马克
圣马克（法語：Saint-Marc，發音：[sɛ̃ maʁk]）是海地阿蒂博尼特省的市镇，是圣马克区的首府，总面积497.65平方千米，2015年人口266642。

## 历史
该市于1716年由法国殖民者建立。让-雅克·德萨林等人在海地革命期间在圣马克以东23千米处的皮埃罗岭之战击败了法国，赢得了海地革命的决定性战役。

## 地理
圣马克是一座群山环绕的大型港口城镇。圣马克位于戈纳夫湾内圣马克湾畔，北接格朗德萨利讷，南至阿尔卡艾。

## 交通
1905年，海地铺设了一条国家铁路，并将其由圣马克连接到太子港，并延伸至圣马克东南部30千米处的韦雷特。